# 沈倍奋
沈倍奋（1943年5月1日—），江苏昆山人，中国免疫生物化学家，中国工程院院士。

## 生平
1965年毕业于复旦大学生物系生物物理专业。1968年毕业于军事医学科学院放射医学研究所，获硕士学位。1997年当选为中国工程院院士。